# Vicariato Apostólico de Brunei
O Vicariato Apostólico de Brunei (em latim: Vicariatus Apostolicus Bruneiensis) é uma circunscrição eclesiástica da Igreja Católica situada em Bandar Seri Begawan, em Brunei. Está atualmente em sé vacante. Sua Sé é a Catedral de Nossa Senhora da Assunção.
Possui 3 paróquias servidas por 3 padres, abrangendo uma população de 463 mil habitantes, com 3,7% da população jurisdicionada batizada (16 700 batizados).

## História
A prefeitura apostólica de Brunei foi erigida em 21 de novembro de 1997 com a bula Constat in finibus do Papa João Paulo II, recebendo o território da diocese de Miri.
Em 20 de outubro de 2004 a prefeitura apostólica foi elevada a categoria de vicariato apostólico com a bula Ad aptius consulendum também de João Paulo II.
Em 21 de janeiro de 2005 o vigário apostólico Cornelius Sim foi ordenado bispo, tornando-se o primeiro bispo nativo de Brunei.

## Prelados
- Cornelius Sim (1997-2021)